# Le Grand Bonheur
Le Grand Bonheur (Das große Glück) est un film autrichien réalisé par Franz Antel, sorti en 1967.

## Fiche technique
- Titre : Das große Glück
- Réalisation : Franz Antel
- Scénario : Kurt Nachmann
- Photographie : Siegfried Hold
- Musique : Johannes Fehring
- Montage : Paula Dvorak, Elfriede Pröll et Annemarie Reisetbauer
- Décors : Otto Pischinger
- Costumes : Gerdago
- Son : Walter Prokosch et Herbert Giesser
- Pays d'origine : Allemagne de l'Ouest
- Format :
- Genre : Comédie, Film musical
- Durée : 95 minutes
- Dates de sortie :

## Distribution
- Hans-Jürgen Bäumler : lui-même
- C. W. Fernbach : Franke
- Scilla Gabel : Molly Pink
- Uschi Glas : Lilo
- Edith Hancke : Mrs. Kleinschmitt
- Marika Kilius : elle-même
- Theo Lingen : Ronald
- Marik Martin : une chanteuse
- Franz Muxeneder : un comédien de la revue sur glace de Vienne
- Gunther Philipp : Wallace, le manager
- Duna Rayter : Adelaide
- Raoul Retzer : le propriétaire du Tivoli Bar
- Toni Sailer : lui-même
- Fritz Tillmann : Nic Parnassis
- Gerd Vespermann : Teddy Helgers